# Witbier

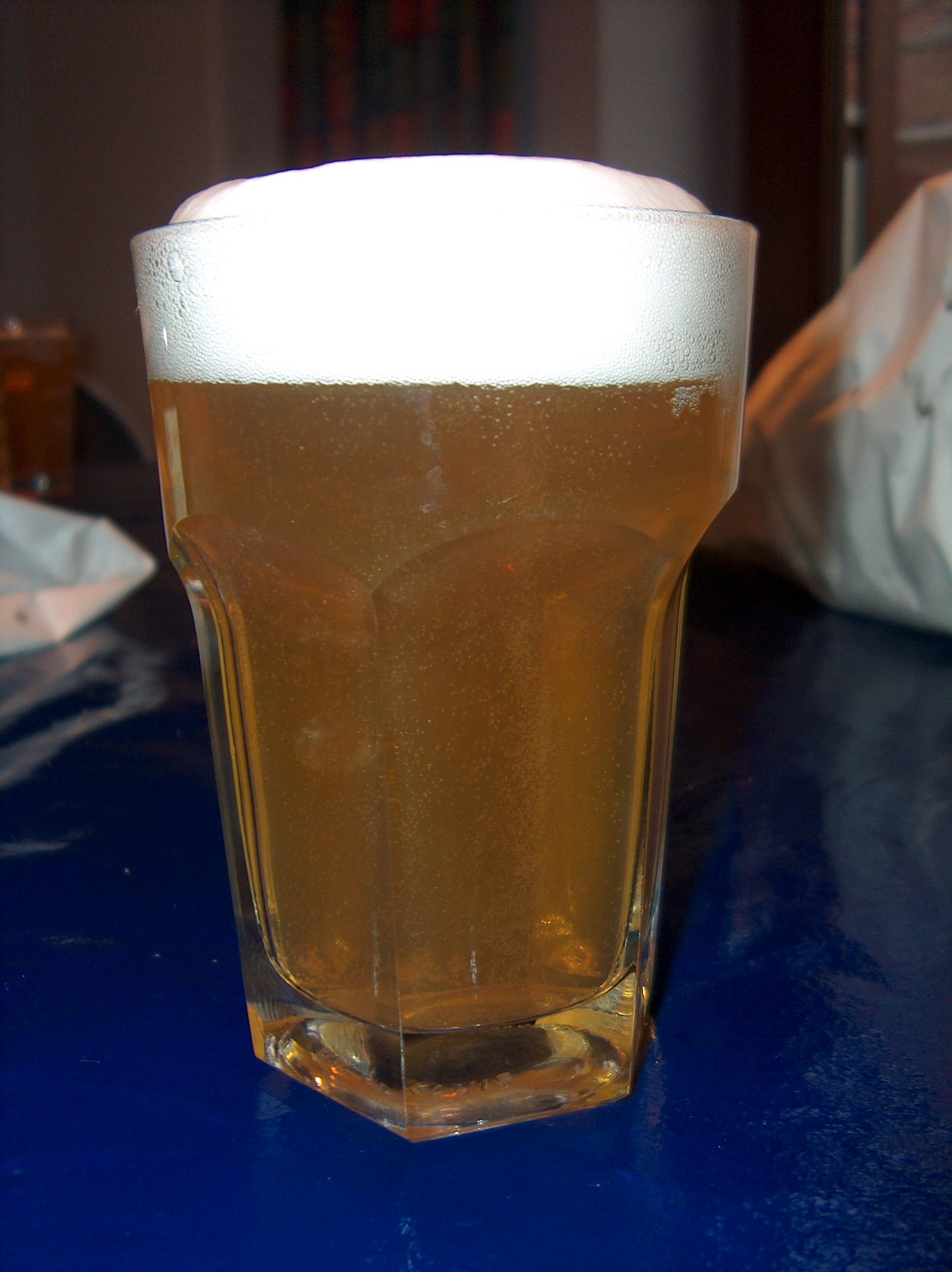
Belgisch witbier

Witbier of tarwebier is bier van hoge gisting dat niet alleen met gerstemout maar ook met ongemoute tarwe (soms tarwemout ) en soms ook met haver wordt gebrouwen. Het bier is meestal ongefilterd en daardoor troebel en het alcoholpercentage ligt meestal tussen 5 en 6 procent.
Over het woord wit in de Nederlandse naam doen verschillende theorieën de ronde. Mogelijk verwijst het naar het gebruik van langhalmige gewassen. Dezelfde kleurnaam komt voor in de Duitse en de Franse benaming Weißbier en bière blanche. In het Duits is daarnaast ook de term Weizenbier gangbaar. Weizen betekent tarwe, en het Oudnederlands kent het woord "weit", dat eveneens tarwe betekent (denk ook aan boekweit, "beuktarwe" of het Engelse wheat). Het is daarom zeer goed mogelijk dat de naam witbier een verbastering van "weitbier" is.
In de middeleeuwen was het brouwen van witbier meer verbreid dan tegenwoordig. Bekende Nederlandse witbieren waren Nijmeegse mol en Bredaas wit. Bekende Belgische witbieren kwamen uit Hoegaarden en Leuven. Aan het Hoegaardse witbier kwam rond 1955 een voorlopig einde toen de laatste brouwerij haar deuren sloot. In 1966 werd de stijl nieuw leven ingeblazen door Pierre Celis, die in Hoegaarden een nieuwe brouwerij begon: De Kluis. Het Leuvense witbier (Peeterman) verdween in 1975.
Heden bestaan er nog drie hoofdcategorieën witbier: Belgisch witbier naar Hoegaards voorbeeld, Berliner Weiße uit Berlijn en Zuid-Duits Weizenbier of Weißbier. Het Zuid-Duitse Weizenbier kan op zijn beurt worden onderverdeeld in:
- Hefeweizen, troebel en lichtblond gekleurd, ongefilterd
- Kristallweizen, helder en lichtblond gekleurd, gefilterd
- Dunkelweizen, troebel en donkerblond gekleurd, ongefilterd
- Weizenbock, extra sterk (rond de 8 procent), blond of donker, meestal ongefilterd

## Verschillen
In Weizenbier, dat volgens het Reinheitsgebot wordt gebrouwen, worden geen kruiden toegevoegd. In Belgisch witbier wordt gebruikgemaakt van kruiden, met name koriander en schillen van citrusvruchten, waardoor het bier een frisse citrusachtige smaak krijgt.
Weizenbier wordt gebrouwen van tarwemout (en gerstemout). Belgisch witbier wordt van ongemoute tarwe gebrouwen (en gerstemout).

## Wel of geen citroen?
Wie een glas witbier op een terras bestelt krijgt het vaak geserveerd met een schijfje citroen. Deze gewoonte zou ontstaan zijn toen Hoegaarden witbier zo populair was dat het bier te weinig tijd had om te rijpen. Met het schijfje citroen kon men de zure smaak dan toevoegen. Bierkenners ergeren zich daaraan blijkt uit onderzoek van Biernet.nl.